# Montipora spongodes
Montipora spongodes är en korallart som beskrevs av Bernard 1897. Montipora spongodes ingår i släktet Montipora och familjen Acroporidae. IUCN kategoriserar arten globalt som livskraftig. Inga underarter finns listade i Catalogue of Life.